# Jahr-2022-Problem
Das Jahr-2022-Problem oder Y2K22-Bug ist ein Programmierfehler, der beim Übergang vom Jahr 2021 ins Jahr 2022 auftrat. Er betrifft Programme, die Zeitangaben minutengenau verarbeiten, sich auf ein zweistelliges Jahr beschränken und diese Zeit in einer vorzeichenbehafteten 32-Bit-Integer-Zahl speichern. Es ist verwandt mit dem Jahr-2000- und dem Jahr-2038-Problem.
Beispiel: Der 31. Dezember 2021 um 23:59 wird als Zahl 2112312359 gespeichert. Der 1. Januar 2022 um 00:00 wird als Zahl 2201010000 gespeichert. Letztere ist größer als 2147483647, der größte Wert, der in einer 32 Bit großen vorzeichenbehafteten Ganzzahl gespeichert werden kann.

## Betroffene Systeme
- Microsoft Exchange 2016/2019 – als erster Workaround konnte der Antimalware-Scanner deaktiviert werden,[1] bereits am 2. Januar 2022 gab es einen ersten Fix für das Problem,[2] der unter anderem Versionen der Malware-Patterns mit ‚22‘ am Anfang entfernt und die aufsteigende Nummerierung stattdessen mit ‚2112330001‘ fortsetzt.[3]

## Vorfälle
Bei den beschriebenen Vorfällen zum Jahreswechsel ist bislang nicht bekannt, ob der oben beschriebene Bug die Ursache ist oder ein anderer Fehler zum Jahreswechsel zum Problem wurde.
- In Kärnten in Österreich war das Jahr-2022-Problem am Neujahrstag der Grund für einen Fehler im Stromnetz, der für rund 1.600 Haushalte einen kurzzeitigen Stromausfall nach sich zog.[4]
- Die Uhren in einigen Fahrzeugmodellen des Herstellers Honda und dessen Markentochter Acura, die die Zeit über das verbaute GPS beziehen, springen seit dem 1. Januar 2022 bei jedem Neustart auf den 1. Januar 2002 zurück und lassen sich auch durch manuelles Verstellen nicht korrigieren.[5] Honda veröffentlichte am 17. August 2022 eine Reparaturanleitung für Servicetechniker, da sich das Problem nicht wie angekündigt von alleine löste und die Ursache nicht alleine bei der internen Zählweise der GPS-Uhr lag.[6][7]